# Convolvulus pilosellifolius
Convolvulus pilosellifolius är en vindeväxtart som beskrevs av Louis Auguste Joseph Desrousseaux. Convolvulus pilosellifolius ingår i släktet vindor, och familjen vindeväxter. Inga underarter finns listade i Catalogue of Life.